# Epirhyssa sinuata
Epirhyssa sinuata là một loài tò vò trong họ Ichneumonidae.